# Herbert Kappler
Herbert Kappler (Stoccarda, 23 settembre 1907 – Soltau, 9 febbraio 1978) è stato un militare, criminale di guerra e poliziotto tedesco delle SS, comandante dell'SD, della SiPo e della Gestapo a Roma. 
Condannato nel 1948 in Italia all'ergastolo per l'eccidio delle Fosse Ardeatine e per il rastrellamento del ghetto di Roma, il 15 agosto del 1977 riuscì a evadere dall'ospedale militare del Celio a riparare in Germania, dove morì sei mesi e mezzo dopo.

## Biografia

### Primi incarichi nelle SS e a Roma
Figlio di un autista impiegato presso il municipio della natia Stoccarda, Kappler fece il proprio ingresso nelle SS con la qualifica di esperto criminologo. Promosso Hauptsturmführer (capitano), fu inviato a Roma a prestare servizio come attaché presso l'ambasciata tedesca di Villa Wolkonsky nel 1939, con il compito di spiare la polizia italiana.
Ebbe una vita privata piuttosto travagliata: tradito dalla moglie Nora, più anziana di lui e decisa a non avere figli, aveva per questo richiesto più volte ai propri superiori di lasciare Roma e di essere inviato a combattere in prima linea. Tali richieste non furono accolte e così Kappler finì per ottenere il divorzio ed adottò un fanciullo iscritto presso la Lebensborn, istituzione voluta dalle SS per la procreazione di tedeschi di pura razza ariana.
Nominato Sturmbannführer (maggiore) nel 1942 e quindi Obersturmbannführer (tenente colonnello) l'anno successivo, assunse il comando del Sicherheitsdienst (SD) di Roma ponendo di fatto sotto il proprio controllo anche la polizia fascista.

### Liberazione di Mussolini, cattura di Ciano e Mafalda di Savoia, rapina dell'oro della Banca d'Italia
Grazie alle proprie linee informative e alla collaborazione di elementi italiani, riuscì a sapere con un certo anticipo della destituzione di Mussolini il 25 luglio 1943 e a disporre la cattura di Galeazzo Ciano - mentre questi tentava di fuggire verso la Spagna, come riuscì a fare Dino Grandi - e di Mafalda di Savoia, che trattenne come ostaggio prima di inviarla al lager di Buchenwald, ove la principessa morì di stenti e a causa delle ferite riportate durante un pesante bombardamento alleato che colpì il campo di concentramento poco prima della fine della guerra.
Assunse grande potere a seguito all'armistizio dell'8 settembre 1943, quando i tedeschi occuparono la capitale italiana dopo i sanguinosi combattimenti costati la vita a circa settecento tra militari e civili italiani oppostisi armi in pugno alle truppe tedesche sino al 10 settembre.
Nel giro di pochi giorni, Kappler individuò il luogo ove Mussolini era tenuto prigioniero a Campo Imperatore e ne pianificò la liberazione per ordine diretto di Heinrich Himmler, al quale Kappler, tuttavia, espresse la propria personale convinzione che il fascismo "fosse morto" e che meglio sarebbe stato rinunciare all'operazione piuttosto che assumere l'onere di sostenere militarmente un governo fantoccio fascista.
Compiuta con successo la liberazione di Mussolini, Kappler dispose il sequestro e il trasporto verso la Germania dell'intera riserva aurea dell'Italia, pari a 120 tonnellate, conservata nelle casseforti della sede centrale romana della Banca d'Italia. L'intera riserva aurea venne dapprima trasferita a Milano nella notte tra il 22 ed il 23 settembre e da qui, in un secondo momento, sempre attraverso treni blindati, l'oro transitò anche per il forte di Fortezza, sino a essere definitivamente trasportato a Berlino. Alla fine della guerra, al momento della restituzione del metallo prezioso, risultarono mancanti 25 tonnellate.

### La razzia degli ebrei di Roma
Il nome di Kappler rimase ignoto al pubblico romano e italiano malgrado l'importante ruolo già svolto, ma sempre con discrezione: divenne improvvisamente noto e fonte di terrore nel pomeriggio del 26 settembre 1943, una domenica, quando convocò presso il proprio ufficio a Villa Wolkonsky il Presidente della comunità israelitica di Roma, Foà, e il presidente dell'Unione delle Comunità Israelitiche Italiane, Dante Almansi, intimando loro la consegna, entro trentasei ore, di almeno 50 chilogrammi d'oro, minacciando altrimenti la deportazione di duecento ebrei romani verso la Germania. L'oro fu raccolto e consegnato con un ritardo di poche ore, comunque entro i limiti di una breve proroga accordata dallo stesso Kappler ai responsabili della Comunità ebraica romana, che contava circa 12.000 persone, per raccogliere tutto l'oro richiesto.
Il riscatto pagato dagli ebrei romani, tuttavia, assicurò loro solo una breve pausa nella persecuzione cui dovevano essere sottoposti. Due settimane più tardi, infatti, la mattina del 16 ottobre 1943 vennero rastrellati a sorpresa 1.259 ebrei, venendo incarcerati provvisoriamente presso il collegio militare in via della Lungara; 1.023 deportati furono avviati ad Auschwitz. Soltanto sedici di loro sopravvissero allo sterminio, quindici uomini e una donna.

### L'occupazione tedesca di Roma
Da quel momento il comportamento dei nazisti e dei loro fiancheggiatori fascisti a Roma si fece feroce e caratterizzato da continui rastrellamenti e violenze, mentre in città si organizzavano diversi fronti della Resistenza e la Gestapo, per ordine di Kappler, trasformava un edificio in via Tasso in prigione per interrogare e torturare antifascisti e partigiani catturati. Dopo la prima deportazione, numerosi altri ebrei vennero catturati e inviati verso i campi di sterminio. Nominato comandante del Sicherheitsdienst (SD) di Roma all'inizio del 1944, Kappler si rese responsabile di numerosi crimini tra i quali il massacro delle Fosse Ardeatine e il rastrellamento del Quadraro.

#### L'eccidio delle Fosse Ardeatine
Il 23 marzo 1944 alcuni partigiani italiani piazzarono un ordigno esplosivo che uccise trentatré militari altoatesini in via Rasella a Roma. Dopo consultazioni tra i comandi tedeschi, inclusi il quartier generale in Italia del feldmaresciallo Albert Kesselring e il quartier generale di Hitler, si stabilì che dovessero essere uccisi 10 italiani per ogni soldato tedesco morto. Kappler, insieme al questore di Roma Pietro Caruso (che a seguito degli stessi fatti venne poi processato e condannato a morte), attese alla scelta di una parte delle vittime: in gran parte civili ed ebrei vennero condotti da Erich Priebke e Karl Hass presso le Fosse Ardeatine, fucilati in gruppi di cinque. Al termine dell'esecuzione di massa, l'entrata delle cave venne fatta esplodere: gli italiani assassinati furono 335. I 5 in più furono presi per sbaglio, ma assassinati lo stesso poiché testimoni dell'eccidio.

#### Il rastrellamento del Quadraro
Il 17 aprile 1944, per stroncare le forze partigiane che operavano nella periferia di Roma, Kappler diede l'ordine di rastrellare il quartiere Quadraro e arrestare e deportare all'incirca mille uomini nei campi di concentramento in Germania e Polonia. Alla fine del conflitto solo la metà di questi sopravvisse e fece ritorno alle proprie case.

### La persecuzione contro monsignor Hugh O'Flaherty
Nel frattempo Kappler mise in atto piani per scompaginare l'organizzazione coordinata da monsignor Hugh O'Flaherty, un sacerdote irlandese operante in Vaticano, e per catturarlo o assassinarlo, essendo questi responsabile della salvezza dalla repressione nazifascista di circa quattromila tra prigionieri alleati in fuga, cittadini ebrei e perseguitati politici antifascisti che il prelato fece riparare in Vaticano o presso proprietà vaticane, conventi e basiliche. Dopo la fine della guerra, O'Flaherty prese a visitare regolarmente in carcere Kappler, il quale si convertì al cattolicesimo nel 1959. La vicenda è stata al centro dello sceneggiato televisivo Rai Scarlatto e nero, trasmesso nel 1983 con Gregory Peck nel ruolo di monsignor Hugh O'Flaherty, e Christopher Plummer nei panni di Kappler.

### L'arresto, il processo e la condanna

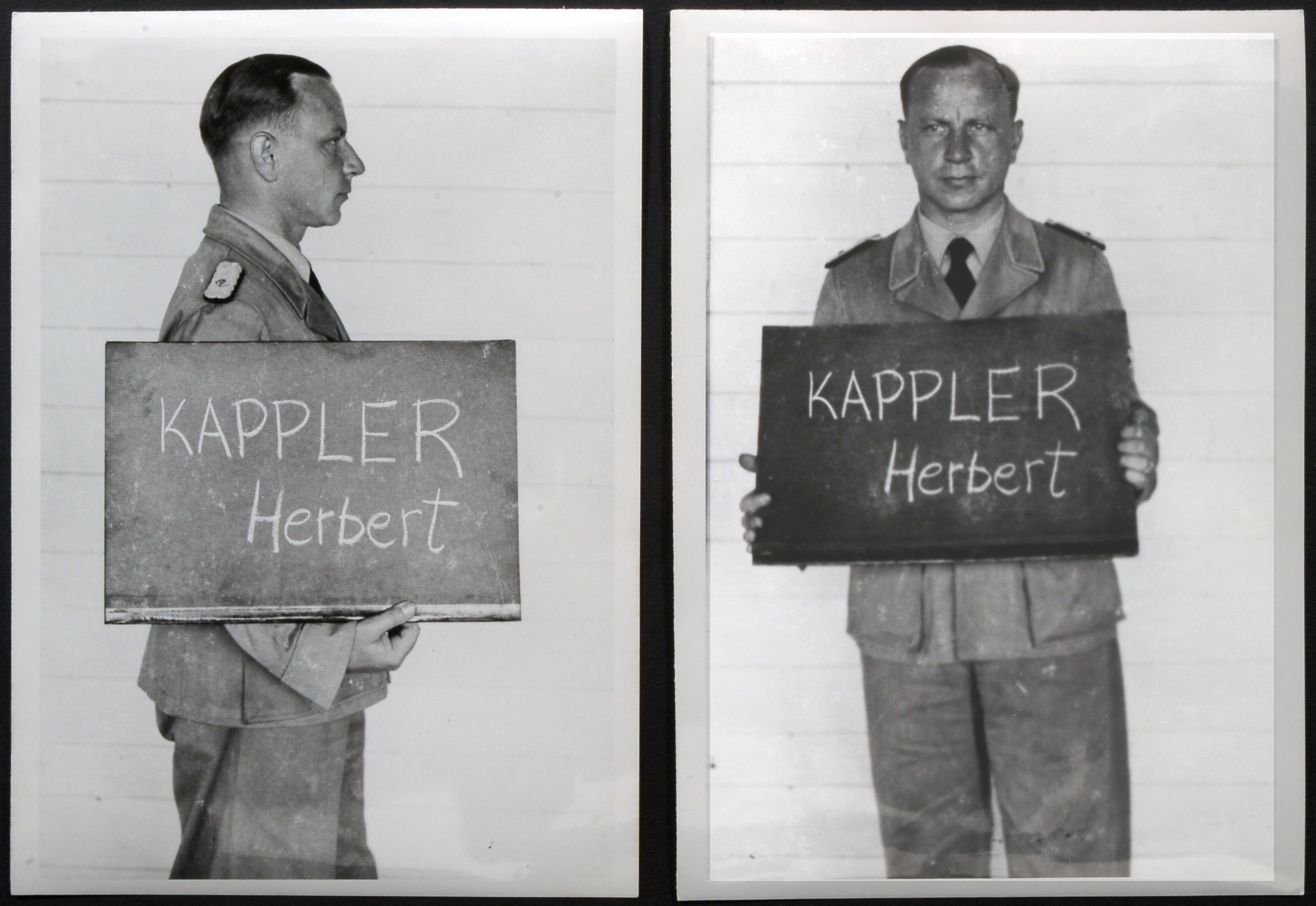
Herbert Kappler in una foto segnaletica dopo la cattura da parte degli Alleati (1945)

Maggio 1948: Herbert Kappler davanti al Tribunale militare

Arrestato dalle truppe inglesi alla fine della guerra, Kappler venne trasferito alle autorità italiane nel 1947 e processato da un tribunale militare riunitosi presso lo stesso Collegio Militare ove Kappler aveva rinchiuso gli ebrei romani in attesa del loro invio verso le camere a gas. Kappler si difese ostinatamente dalle accuse, sostenendo di non aver fatto null'altro che eseguire ordini superiori e, per questo, di non essere punibile. Fu condannato all'ergastolo per le "dieci persone da lui aggiunte alle trecentoventi e delle cinque uccise in più", mentre "la fucilazione delle trecentoventi persone" venne ritenuta "nella sua materialità, costitutiva del reato contestato a Kappler" ma non gli venne "attribuita", per il dubbio che egli non "avesse avuto la coscienza e la volontà di obbedire ad un ordine delittuoso", oltre a 15 anni aggiuntivi per l'estorsione dell'oro degli ebrei romani.
Rinchiuso prima nel carcere militare di Forte Boccea, fu poi trasferito presso quello di Gaeta, dov'era confinato anche un altro criminale nazista, Walter Reder.
La Corte suprema di cassazione respinse poco dopo una richiesta d'appello dello stesso Kappler, il quale, nel 1959, chiese al presidente della Repubblica Italiana di potersi recare in "pellegrinaggio di penitenza al sacrario delle Ardeatine e di rimanervi il tempo necessario per rendere omaggio alle vittime". Tale richiesta venne respinta, come pure le domande di grazia che il detenuto avanzò nel 1963 e nel 1970.
In favore di un provvedimento di clemenza nei riguardi di Kappler intervennero successivamente i massimi esponenti politici della Germania Ovest, prima il presidente Gustav Heinemann nel 1973 e, per ben tre volte, il cancelliere Helmut Schmidt: nel 1974 presso il governo Rumor, nel 1976 con quello Moro e nel 1977 con quello Andreotti, sfruttando anche il caso creato attorno agli appelli alla liberazione di Kappler lanciati dall'anziana madre del criminale nazista, Paula, morta infine a 94 anni senza aver potuto rivedere il figlio.

### La fuga e la morte in Germania
In carcere Kappler riceveva la pensione garantitagli dal governo di Bonn, parte dei proventi della quale devolveva ad un ente che in Germania si occupava di assistenza a bambini spastici, e parte ai propri passatempi, incluso l'allevamento di pesci ornamentali e il suonare il violino.
All'inizio degli anni settanta la figlia di un suo vecchio compagno d'armi, Anneliese Wenger Walther (nata nel 1925), infermiera ed ex moglie divorziata del capitano della Wehrmacht Karl Walther, iniziò a scrivergli in carcere e poi a fargli via via sempre più frequenti visite, viaggiando da Soltau, dove viveva, sino al Forte angioino di Gaeta, dove Kappler era recluso.
Nel frattempo, sorse in Germania una "Associazione amici di Herbert Kappler" che giunse rapidamente a contare oltre 6500 iscritti. Il 19 aprile 1972 il sessantacinquenne Kappler sposò Anneliese - all'epoca quarantasettenne -, in carcere a Gaeta, e testimone delle nozze fu l'altro criminale di guerra prigioniero della fortezza di Gaeta, l'ex maggiore delle SS Walter Reder, responsabile, tra l'altro, delle stragi di Marzabotto, Sant'Anna di Stazzema e Vinca.
In quegli anni Kappler, pur godendo delle frequenti visite della moglie e di un regime carcerario sempre meno rigoroso, vide aggravarsi le proprie condizioni di salute, affetto da un tumore al colon che generò metastasi, tanto che i medici che lo esaminarono nel febbraio 1976, constatandone alla soglia dei settant'anni il forte dimagrimento indotto dalla malattia e le cattive condizioni di salute gli diedero pochi mesi di vita. Peraltro Kappler rifiutava le terapie proposte dai sanitari, facendo invece affidamento sui rimedi omeopatici forniti dalla moglie.
In seguito all'aggravarsi delle condizioni di salute del prigioniero e alle forti e ripetute pressioni esercitate dalle massime autorità tedesche in suo favore, il ministro della difesa Arnaldo Forlani dispose il trasferimento del detenuto dal carcere militare di Gaeta al Policlinico militare Celio di Roma, affidato alla sorveglianza dell'Arma dei Carabinieri. Al fine di perfezionare tale provvedimento, il Ministero della difesa dispose la sospensione dell'ergastolo, che fece tornare lo status di Kappler da "detenuto" a "prigioniero di guerra", col quale era stato arrestato negli anni '40 e che era indispensabile a giustificarne il ricovero presso la struttura di sanità militare.
In considerazione delle sue condizioni di salute, che i medici militari davano per sempre più gravi, nel novembre 1976 la magistratura militare accordò a Kappler la libertà vigilata, consentendogli in tal modo di lasciare l'ospedale del Celio ma non il territorio italiano; tale decisione venne poi annullata il 9 novembre a seguito di forti proteste popolari e politiche. Kappler rimase quindi ricoverato al Celio, al terzo piano di un padiglione che ospitava il reparto chirurgia riservato agli ufficiali, in una stanza posta accanto all'ascensore, sorvegliato da carabinieri.
Di qui, nelle prime ore del 15 agosto 1977, aiutato dalla moglie, Kappler fuggì verso la Germania e si rifugiò presso la casa della moglie a Soltau, dove ricevette visite di amici e ammiratori e rilasciò diverse interviste.
La fuga fu scoperta poco dopo le 10 del mattino da una suora che prestava servizio infermieristico nel reparto presso cui Kappler era ricoverato e che avvisò i militari dell'Arma addetti alla sua sorveglianza della fuga, avvenuta in una giornata festiva da una struttura di sanità militare. Ciò causò profonda rabbia ed emozione presso l'opinione pubblica italiana, e quella che parve una crisi nelle relazioni tra Italia e Germania. Il ministro della difesa Vito Lattanzio dovette rassegnare le proprie dimissioni (venendo però nominato pochi giorni dopo ministro della marina mercantile). Il governo Andreotti III chiese invano a quello tedesco occidentale di restituire il fuggiasco. La richiesta di estradizione fu formalizzata al governo tedesco da quello italiano il 18 agosto, ma le autorità tedesche, nell'opporre il loro diniego, poterono replicare che Kappler aveva esercitato il proprio diritto alla fuga, garantitogli dallo status di prigioniero di guerra che gli aveva riconosciuto proprio il governo italiano.
Le circostanze esatte nelle quali Kappler fuggì non furono mai chiarite, nonostante un'inchiesta prontamente disposta dalle autorità militari italiane. Secondo le informazioni rese note dalle autorità italiane e le dichiarazioni rese dalla moglie alla stampa, che non hanno mai potuto essere verificate, ella si sarebbe presentata con una grossa valigia in visita alla stanza del marito, nella quale nascondeva un verricello. Dopo che i due carabinieri di guardia si furono addormentati, ella avrebbe rinchiuso il marito, che pesava meno di cinquanta chili per la malattia, nel capace bagaglio, lo avrebbe calato dalla finestra in giardino, indi avrebbe recuperato la valigia, l'avrebbe trascinata e caricata nella sua auto, una Fiat 132 noleggiata qualche tempo prima a Fiumicino e parcheggiata entro il perimetro dell'ospedale.
Nel 2007, tuttavia, intervistata dal settimanale Oggi la moglie ha narrato una ricostruzione diversa:
(Oggi (da La Repubblica))
A bordo della Fiat 132 sarebbe uscita dal Celio passando indisturbata davanti al corpo di guardia dell'ospedale; sarebbe quindi partita immediatamente, raggiungendo in autostrada la Germania dopo aver passato senza problemi e in un pugno di ore sia la frontiera tra Italia e Austria, sia quella tra Austria e Germania, sino a giungere indisturbata a Soltau. Durante la fuga sarebbe stata accompagnata da un'altra auto, un'Audi, sulla quale si sarebbe trasferita con il marito quando ad un certo punto del viaggio la 132 fuse il motore.
Il 14 settembre 2011 il figliastro di Kappler, Ekehard Walther, ha rilasciato un'intervista al settimanale Oggi con nuove rivelazioni sulla fuga del padre. La fuga infatti non fu organizzata dalla sola moglie, ma coinvolse alcuni amici di Kappler, che progettarono un'operazione ben dettagliata. L'idea era di trasportare per via aerea Kappler da Roma a Monaco, ma l'aereo subì un'avaria sul lago Maggiore, che comportò l'abbandono dell'aereo a Malpensa. Il piano di riserva prevedeva quindi l'uso di diverse automobili. Dopo che la moglie agevolò la fuga di Kappler dall'ospedale, si trasferirono all'Eur, dove arrivarono con una Fiat noleggiata. Qui si incontrarono con il figliastro e un suo amico di nome Harald, travestiti da sacerdoti, e altre quattro persone che scortarono il fuggiasco su una Mercedes. A bordo di tre automobili, da Roma partirono in direzione nord e nella notte arrivarono a Bolzano; qui, eliminato il travestimento, presero un treno diretto a Monaco, rientrando in patria senza altri intoppi.
La giornalista Stefania Limiti, nel suo libro L'Anello della Repubblica, uscito nel 2008, e lo storico Aldo Giannuli nel suo libro Il Noto servizio, Giulio Andreotti e il caso Moro, pubblicato nel 2011, hanno avanzato l'ipotesi che un ruolo importante nella fuga di Kappler sia da attribuirsi ad una struttura occulta dei servizi segreti italiani, detta "Noto servizio" o "Anello". Entrambi gli autori hanno fatto il nome dell'ex maggiore della Regia Aeronautica Militare italiana Adalberto Titta come capo operativo dell'operazione. Entrambi gli autori ipotizzano inoltre che un movente della "restituzione" di fatto di Kappler alla Germania, all'epoca Germania Ovest, possa essere un cospicuo prestito all'Italia negoziato fra i due governi alcuni mesi prima della fuga. Infine, il medico bergamasco Giovanni Maria Pedroni, in un'intervista concessa all'ANSA il 3 maggio 2009, ha dichiarato di aver visitato Kappler poche ore dopo la sua fuga e ha confermato il ruolo della struttura occulta detta "Anello" e del suo responsabile operativo Adalberto Titta nella vicenda. La stessa sera del 15 agosto l'ambasciatore italiano a Bonn fu informato dal Ministero degli Esteri tedesco che la signora Anneliese aveva comunicato alle autorità di trovarsi già in Germania con il marito.
Dopo alcuni mesi vissuti a Luneburgo in Germania, vinto dal male che lo consumava, Kappler morì all'età di 70 anni nel febbraio 1978 e fu sepolto presso il locale cimitero, presente una piccola folla di amici e nostalgici, alcuni dei quali non esitarono a rendere omaggio al feretro con il saluto nazista.
Nel giugno 2013 La storia siamo noi trasmette il documentario Herbert Kappler prigioniero in fuga, scritto e diretto da Eugenio Costantini e prodotto dalla SD Cinematografica. Il documentario ricostruisce il retroscena politico-diplomatico della fuga, basandosi sulle ricerche de L'Anello della Repubblica di Stefania Limiti, e intervista Eckehard Walther, il figlio di Anneliese che ha partecipato alla fuga, che aggiunge alcuni particolari che vanno a sostenere la versione della fuga dalla finestra e Giovanni Maria Pedroni, il medico del servizio segreto denominato Anello che racconta come Adalberto Titta gli fece visitare Herbert Kappler prima di consegnarlo ai servizi segreti tedeschi.